# Quercus viveri
Quercus viveri är en bokväxtart som beskrevs av fader Sennen och Aimée Antoinette Camus. Quercus viveri ingår i släktet ekar, och familjen bokväxter. Inga underarter finns listade i Catalogue of Life.